# Villalpardo (kommunhuvudort)
Villalpardo är en kommunhuvudort i Spanien.   Den ligger i provinsen Provincia de Cuenca och regionen Kastilien-La Mancha, i den centrala delen av landet, 210 km sydost om huvudstaden Madrid. Villalpardo ligger 763 meter över havet och antalet invånare är 1 153.
Terrängen runt Villalpardo är huvudsakligen platt, men österut är den kuperad. Runt Villalpardo är det glesbefolkat, med 18 invånare per kvadratkilometer. Närmaste större samhälle är Iniesta, 10,7 km väster om Villalpardo. Trakten runt Villalpardo består till största delen av jordbruksmark.